# Escadron de Chasse 1/6 Oranie

L'escadron de chasse 1/6 Oranie est une ancienne unité de chasse de l'armée de l'air française ayant connu une existence relativement brève, entre le 1er octobre 1952 et le 25 juillet 1960, au sein de la 6e escadre de chasse.

## Historique

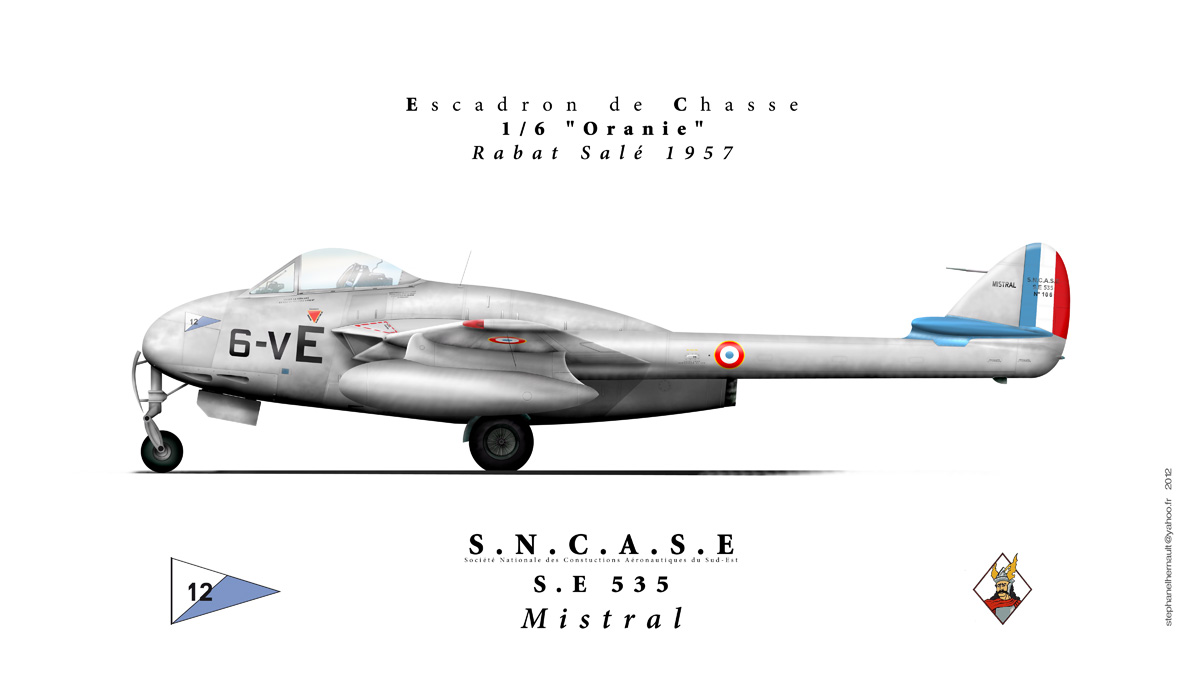
Mistral du 1/6 Oranie

## Escadrilles
- SPA 96 Le Gaulois
- SPA 12 Cigogne

## Bases
- Base aérienne 141 Oran la Sénia (01/10/1952 au 17/11/1952)
- Base aérienne 151 Rabat-Salé (17/11/1952 au 25/07/1960)

## Appareils
- Mistral (01/10/1952 au 25/07/1960)